# Slawgorod
Slawgorod (russisch Славгород) ist eine Stadt in der Region Altai im südlichen Westsibirien (Russland) mit 27.900 Einwohnern (Stand 2021).

## Geografie
Die Stadt liegt im Westen der Kulundasteppe, etwa 400 km westlich der Regionshauptstadt Barnaul nahe der Grenze zu Kasachstan. Unmittelbar bei der Stadt liegt der See Sikatschi, etwa acht Kilometer südlich die Stadt Jarowoje mit dem Salzsee Bolschoje Jarowoje.
Die Stadt Slawgorod ist der Region administrativ direkt unterstellt und zugleich Verwaltungszentrum des gleichnamigen Rajons.
Durch Slawgorod führt die Querverbindung Tatarsk – Karassuk – Kulunda zwischen Transsibirischer Eisenbahn und der Strecke Pawlodar – Barnaul.

## Geschichte
Slawgorod entstand 1910 im Rahmen der Umsiedlung von Bauern in dem zuvor landwirtschaftlich kaum genutzten westlichen Teil der Kulundasteppe.
1914 wurde der Ort von einer in Tatarsk von der Transsibirischen Eisenbahn abzweigenden Nebenstrecke erreicht, der Kulundaeisenbahn. Die Bedeutung des Ortes wuchs schnell und so erhielt er bereits 1917 Stadtrecht. Der Stadtname wurde von den russischen Wörtern slawa für Ruhm und gorod für Stadt abgeleitet.
1924 wurde die Bahnstrecke zunächst bis Kulunda verlängert. Industrielle Bedeutung erhielt der Ort im Zweiten Weltkrieg, als ein Werk für Schmiedepressen aus Serpuchow und ein Chemiewerk aus Krasnoperekopsk hierher verlagert wurden.

### Bevölkerungsentwicklung
| Jahr | Einwohner |
| ---- | --------- |
| 1926 | 17.784    |
| 1939 | 21.405    |
| 1959 | 38.413    |
| 1970 | 32.908    |
| 1979 | 32.135    |
| 1989 | 34.864    |
| 2002 | 34.335    |
| 2010 | 32.389    |

Anmerkung: Volkszählungsdaten

## Kultur und Sehenswürdigkeiten
In der planmäßig angelegten Stadt sind einzelne Gebäude aus der Gründungszeit zu Beginn des 20. Jahrhunderts erhalten. In einem dieser Häuser ist das Heimatmuseum der Stadt untergebracht.
Das Gebiet um Slawgorod gehört zu den Hauptsiedlungsgebieten der Russlanddeutschen; der Nationalkreis Halbstadt erstreckt sich nur wenige Kilometer nordöstlich. In diesem Zusammenhang ist auch die Errichtung eines Thälmann-Denkmals zu Zeiten der Sowjetunion zu verstehen.

## Wirtschaft
Neben Betrieben des Maschinenbaus (Schmiedepressen) und der chemischen Industrie (Altaichimprom) gibt es Bauwirtschaft und insbesondere Lebensmittelindustrie, da Slawgorod eines der Zentren des bedeutenden Landwirtschaftsgebietes der Kulundasteppe ist.

## Söhne und Töchter der Stadt
- Lera Abova (* 1992), russisch-deutsche Schauspielerin und Model
- Sergei Alexejenko (* 1950), Wissenschaftler
- Ichoks Benensons (1911–vor 1945), lettischer Fußball- und Tischtennisspieler
- Olga Bondarenko (* 1960), Langstreckenläuferin und Olympiasiegerin
- Waleri Nepomnjaschtschi (* 1943), Fußballspieler und -trainer
- Wjatscheslaw Trjassunow (* 1985), Eishockeyspieler